# Louise Fritzlin
Maria Charlotta Louisa Fritzlin, ook Louise Loman en Louise Fritzlin (Amsterdam, 16 oktober 1870 - Baarn, 11 februari 1953) was een Nederlands kunstschilder en tekenares.
Na het behalen van de lager onderwijsakte Tekenen werd ze in 1895 toegelaten tot de Rijksakademie van Beeldende Kunsten in Amsterdam. Na het overlijden van haar moeder in 1898 nam ze de zorg voor haar vader op zich. Toch bleef ze nog lessen volgen bij hoogleraar-directeur August Allebé van de Akademie. Ze zou na haar studie lid worden van de Maatschappij Arti et Amicitiae en de Vereeniging Sint Lucas in Amsterdam.
Haar oeuvre bestaat vooral uit figuren, landschappen, portretten en stadsgezichten. Voor haar werk gebruikte ze waterverf en olieverf. Haar werken, waaronder haar Zelfportret met donkere hoed, werden aangekocht door het Centraal Museum in Utrecht. Enkele van haar werken werden in 1910 ingezonden naar de Wereldtentoonstelling van 1910 in Brussel. 
Onderwerpen waren landschappen als de Meent van Bussum (1907) en Boerenerf met kippen in de Eiffel (1908). Ze woonde achtereenvolgens in Amsterdam, Zwolle, Bussum, Baarn, Den Haag, Apeldoorn en overleed ten slotte in Baarn.
Nadat ze op 12 april 1911 in Bussum trouwde met ingenieur Jan Christiaan Loman stopte zij met schilderen. Na haar dood in 1953 werden haar schilderijen, aquarellen en tekeningen door haar man geschonken aan het Centraal Museum. Het vormde de aanleiding tot een tentoonstelling over haar in  december 1956 en januari 1957. In 2006 werd het grootste deel van de Fritzlincollectie door Museum Centraal afgestoten.